# Parastasia diversipennis
Parastasia diversipennis är en skalbaggsart som beskrevs av Ohaus 1911. Parastasia diversipennis ingår i släktet Parastasia och familjen Rutelidae. Inga underarter finns listade i Catalogue of Life.